# Perceel (restaurant)
Perceel is een restaurant in Capelle aan den IJssel van chef-kok Jos Grootscholten en sommelier Sharon Tettero. Het restaurant heeft sinds 2012 een Michelinster.

## Locatie
De eetgelegenheid is gevestigd in Capelle aan den IJssel, ten oosten van Rotterdam. Het gebouw is een Rijksmonument uit de tweede kwart van de 19e eeuw dat bekend stond als 't Oude Raadhuis en Oude Regthuys. Het restaurant kijkt uit over de Hollandse IJssel.

## Geschiedenis
Chef-kok Jos Grootscholten deed ervaring op in restaurants Noma, Beluga en in het gelijknamige restaurant van Martín Berasategui. Op 24 juli 2010 opende hij samen met zijn vrouw Sharon Tettero eetgelegenheid Perceel. De zaak kent een Franse keuken met moderne invloeden.
In 2012 is Perceel onderscheiden met een Michelinster. Door GaultMillau werd chef Grootscholten in 2012 uitgeroepen tot Belofte van het jaar 2013. Hetzelfde tijdschrift heeft Perceel in 2024 onderscheiden met 16,5 van de 20 punten. Volgens de Nederlandse gids Lekker hoort Perceel al jaren tot de beste 100 zaken van Nederland, in 2023 stonden zij op plaats 53.